# I'd Rather Believe in You
I'd Rather Believe in You je třinácté studiové album zpěvačky a herečky Cher, vydané v říjnu roku 1976 u Warner Bros. Records.

## O albu
Po velkém komerčním propadu předchozí (do rockové hudby laděné) studiové desky Stars byla Cher směřována zpět k popovějším melodiím. Novém album produkovali Steve Barri a Michael Omartian.
Cher nahrávala album v době těhotenství se synem Elijah Blue Allman, jejím druhým dítětem. Na zadní obal desky mu napsala věnování: A zvláštní díky Elijahovi, že jsi počkal až do dne, kdy jsem dokončila své album Cher.
Album obsahuje celkem pět cover verzí: "I Know (You Don't Love Me)" původně nazpívala v roce 1961 Barbara George, "Flashback" Paul Anka v roce 1973, "It's a Cryin' Shame" Gayle McCormick v roce 1971, "Early Morning Strangers" Barry Manilow v roce 1974 a "Knock On Wood" Eddie Floyd v roce 1966.
Některá vydání mimo Severní Ameriku obsahují dvě bonusové skladby. První z nich je "Pirate" (jako stopa číslo jedna), která se o rok později objevila na následujícím studiovém albu Cherished a byla vydána jako pilotní singl. Druhým bonusem je duet s Harrym Nilssonem "A Love Like Yours (Don't Come Knocking Every day)", která v té době také vyšla jako singl, ale propadla.
Album se však v hudebních žebříčcích vůbec neumístilo, veřejnost o něj nejevilo zájem. I to i přes silné skladby a moderní zvuk. Steve Barri se nechal vyjádřit, že si za svou práci na albu dočkal od spousty lidí mnoho komplimentů, mnohem více, než za ostatní práci, kterou kdy vytvořil. S tímto albem prý chtěli Cher předvést jako opravdovou zpěvačku, s jiným stylem písní než ty, které dělala předtím. Je to nejméně prodávané studiové album Cher, v Americe si ho koupilo okolo 95 000 posluchačů, v Anglii jen kolem 8 000. Celosvětový prodej činí okolo 200 000. Michael Omartian, spoluproducent alba, to přičítá mizivé propagaci alba, související s Cher předchozím porodem.
Album nebylo nikdy vydané na kompaktním disku, žádné prodávající se CD s tímto titulem tedy není oficiální. Podle časopisu Billboard, Cher vlastní veškerá práva k tomuto albu a Warner Bros nemají žádná práva k reedici na CD.
Stejně jako s jinými (neúspěšnými) deskami Cher z 60. a 70. let, v posledních letech se stávají vyhledávaným artiklem nejen mezi skalními fanoušky.

### Singly
Jediným vydaným singlem z alba je rockově laděná píseň "Long Distance Love Affair". Singl byl vydán na 7" desce s písní "Borrowed Time" na straně B. Cher singl propagovala dvěma vystoupeními ve své tehdejší televizní show. Stejně jako celá deska, i singl se vůbec neumístil a propadl. Původní plán vydat baladu "I'd Rather Believe In You" jako druhý singl se však po neúspěchu pilota i celého alba nikdy neuskutečnil. Producent alba Steve Barri se k tomu vyjádřil takto: „Náš plán byl začít s "Long Distance Love Affair" a dále pokračovat ve velkém stylu s baladou "I'd Rather Believe In You" - o které jsme všichni byli přesvědčení, že je úžasná a že posune Cher na další level. Ale to se nikdy nestalo. Je to škoda. Opravdu jsme byli přesvědčení, že tenhle plán bude trhák.“

## Seznam skladeb
| Pořadí | Název                       | Autor                                                   | Délka |
| ------ | --------------------------- | ------------------------------------------------------- | ----- |
| 1.     | Long Distance Love Affair   | Michael Price, Dan Walsh                                | 2:45  |
| 2.     | I'd Rather Believe in You   | Michael Omartian, Stormie Omartian                      | 3:45  |
| 3.     | I Know (You Don't Love Me)  | Barbara George                                          | 2:54  |
| 4.     | Silver Wings & Golden Rings | Gloria Sklerov, Molly Ann Leikin                        | 3:20  |
| 5.     | Flashback                   | Artie Wayne, Alan O'Day                                 | 3:53  |
| 6.     | It's a Cryin' Shame         | Dennis Lambert, Brian Potter                            | 2:49  |
| 7.     | Early Morning Strangers     | Barry Manilow, Hal David                                | 3:43  |
| 8.     | Knock on Wood               | Eddie Floyd, Steve Cropper                              | 3:30  |
| 9.     | Spring                      | John Tipton                                             | 4:23  |
| 10.    | Borrowed Time               | John M. Hill, William Soden, Joe Weber, Spencer Michlin | 2:57  |